# 大淀警察署
大淀警察署（おおよどけいさつしょ）は、大阪府警察が管轄する警察署の一つである。

## 管轄区域
大阪市北区の旧・大淀区域（曽根崎警察署・天満警察署の管轄区域を除く）

## 所在地
- 大阪市北区中津一丁目5番25号

最寄駅は、御堂筋線 中津駅
中国街道沿いに面している

## 沿革
- 1919年（大正8年）：中津警察署として開署
- 1943年（昭和18年）：大淀警察署に改称

## 交番
- 大淀南交番（大阪市北区大淀南三丁目3番57号）
- さざなみ交番（大阪市北区長柄東二丁目3番17号）
- 天神橋七丁目交番（大阪市北区天神橋七丁目1番19号）
- 本庄交番（大阪市北区本庄西二丁目11番19号）